# Ratsja-Letsjchoemi en Kvemo Svaneti
Ratsja-Letsjchoemi en Kvemo Svaneti (Georgisch:რაჭა-ლეჩხუმი და ქვემო სვანეთი) is een regio (mchare) in het noorden van Georgië met 26.182 inwoners (2024) en een oppervlakte van 4954 km², waarvan 4600 km² door Georgië gecontroleerd wordt. Het is zowel de minst- als dunstbevolkte regio van Georgië. De gouverneur is sinds 9 februari 2021 Parmen Margvelidze. De regio is verdeeld in vier gemeenten, met hoofdstad Ambrolaoeri, en omvat de cultuur-historische streken Ratsja, Letsjchoemi en Kvemo (Neder) Svanetië.

## Geografie
Ratsja-Letsjchoemi en Kvemo Svaneti ligt in het noorden van Georgië en heeft een oppervlakte van 4954 vierkante kilometer. Een gebied van 354 km² in het oosten van de regio ligt in het feitelijk afgescheiden Zuid-Ossetië en staat niet onder Georgisch gezag. Ratsja-Letsjchoemi en Kvemo Svaneti grenst in het noorden aan de Russische deelrepublieken Kabardië-Balkarië en Noord-Ossetië-Alanië, en grenst aan de regio's Samegrelo-Zemo Svaneti in het westen, Imereti in het zuiden en Sjida Kartli in het zuidoosten (wat in de praktijk in Zuid-Ossetië ligt).

### Bergen
De regio wordt omringd door bergketens als natuurlijke grens. De noord-zuid waterscheiding en hoofdkam van de Grote Kaukasus vormt de natuurlijke noordoostelijke grens van Ratsja-Letsjchoemi en Kvemo Svaneti terwijl het Ratsjagebergte vanaf de hoofdkam van de Grote Kaukasus de zuidelijke grens vormt tot aan de uitgang van de Rioni en Tschenistskali rivieren uit de regio. Ten westen daarvan vormt het Egrisigebergte de zuidwestelijke natuurlijke grens en het Svanetigebergte de noordwestelijke. Daarnaast is de regio zelf ook door bergketens in aparte gebieden gescheiden. Het Sjoda-Kedelagebergte vormt samen met het Letsjchoemigebergte een natuurlijke scheiding tussen de streken Berg-Ratsja, Opper- en Neder-Ratsja, Letsjchoemi en Neder-Svanetië. Opper- en Neder-Ratsja hebben tussen de dorpjes Tsesi en Chimsi hun natuurlijke grens in de Chidiskari-kloof van de Rioni rivier.  

### Rivieren
De grootste rivier die geheel in Georgië ligt, de Rioni, heeft z'n grote oorsprong in Ratsja-Letsjchoemi en Kvemo Svaneti, meer specifiek in Berg-Ratsja, in de hoofdkam van de Grote Kaukasus, ten noordwesten van het dorpje Ghebi bij de 3779 meter hoge berg Pasismta. Ook de Tschenistskali, de zesde rivier van Georgië die na 176 kilometer bij Samtredia in de Rioni uitmondt, vindt z'n oorsprong in deze regio, ook bij de berg Pasismta. Beide rivieren stromen in tegengestelde richting door de regio en vinden hun uitgang in de zuidwestelijke hoek door het Chvamli krijtsteen massief. De hoogste berg is de Ailama (4547 m) in de gemeente Lentechi.

## Bestuurlijke onderverdeling

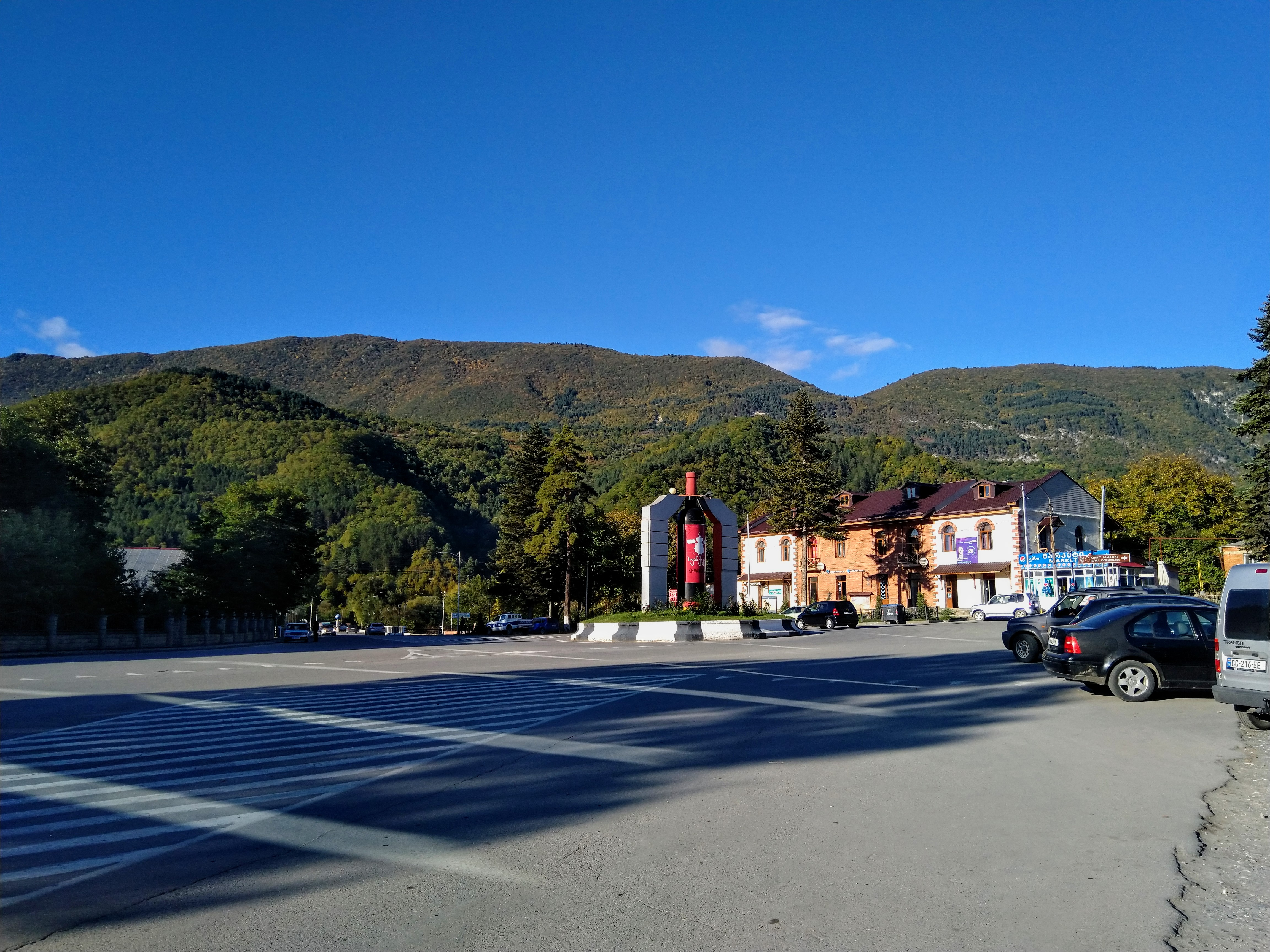
Ambrolaoeri, centrum van de regio en de Chvantsjkara wijn

Ratsja-Letsjchoemi en Kvemo Svaneti heeft vier gemeenten: 
- Ambrolaoeri
- Lentechi
- Oni
- Tsageri

Binnen deze gemeenten zijn in totaal 256 bewoonde kernen:
- Drie steden: Ambrolaoeri, Oni en Tsageri
- Twee daba's: Charistvala en Lentechi
- 251 dorpen, waaronder Abanoëti. De dorpen zijn ingedeeld over 62 administratieve gemeenschappen (თემი, temi).

Het oostelijke deel van de gemeente Oni ligt in de praktijk in Zuid-Ossetië en staat hierdoor feitelijk niet onder Georgisch gezag. In dit deel van Oni ligt onder meer de voormalige mijnbouwstad Kvaisa dat vanaf Georgisch gecontroleerde zijde niet bereikbaar is doordat de de facto grens afgesloten is.

## Demografie
Ratsja-Letsjchoemi en Kvemo Svaneti telde op 1 januari 2024 26.182 inwoners, een daling van 18% ten opzichte van de volkstelling van 2014. Ratsja-Letsjchoemi en Kvemo Svaneti is qua inwoners de kleinste regio van Georgië en ontvolkt in een hoog tempo, onder andere gedwongen door beperkt economisch perspectief in met name de moeilijker bereikbare valleien dieper in de regio. De urbanisatiegraad is 24,5%. Hieronder vallen alle steden en daba's in de regio. 
De bevolking van Ratsja-Letsjchoemi en Kvemo Svaneti bestaat vrijwel geheel uit Georgiërs. Bij de volkstelling in 2014 zijn niet meer dan 112 inwoners behorende tot een minderheidsgroep geteld, waarbij etnische Russen (29) en Osseten (28) het meest vertegenwoordigd zijn. Bijna alle inwoners zijn lid van de Georgisch-Orthodoxe Kerk (99,2%) en 0,2% is volgeling van de Jehova's getuigen.
| Ambrolaoeri | 26.667 | 24.128 | 20.916 | 17.065 | 16.079 | - | 11.186 | 10.524 | 10.093 |
| Lentechi | 14.692 | 13.479 | 12.963 | 11.227 | 8.991  | - | 4.386  | 4.077  | 3.630  |
| Oni*** | 21.784 | 19.016 | 15.493 | 12.318 | 9.277  | - | 6.130  | 5.675  | 5.287  |
| Tsageri | 27.262 | 23.356 | 20.462 | 17.166 | 16.622 | - | 10.387 | 8.804  | 7.172  |
| * Uit onderzoek na volkstelling 2014 is gebleken dat volkstelling 2002 8-9 procent te hoog is uitgevallen. **Gecorrigeerde data op basis van retro-projectie 1994-2014 i.s.m. VN *** Een deel van Oni ligt buiten Georgisch overheidsgezag en wordt sinds 2002 niet meegeteld. |        |        |        |        |        |   |        |        |        |